# Pholidobolus huancabambae
Pholidobolus huancabambae är en ödleart som beskrevs av  John Raymond Reeder 1996. Pholidobolus huancabambae ingår i släktet Pholidobolus och familjen Gymnophthalmidae. Inga underarter finns listade i Catalogue of Life.